# لکه سیاه کوچک

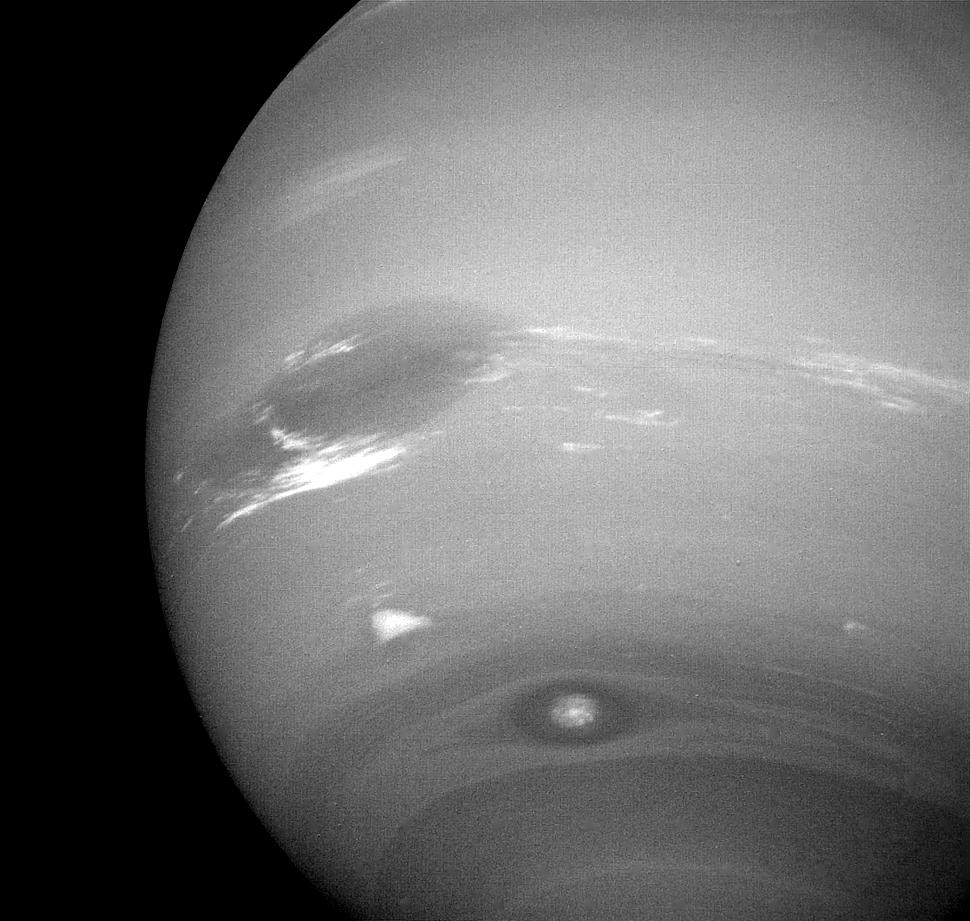
لکهٔ سیاه بزرگ (بالا) اسکوتر (ابر سفید میانی) و لکهٔ سیاه کوچک (پایین)

 لکهٔ سیاه کوچک  پدیدهٔ دیگری است که در نزدیکی قطب جنوب نپتون قرار دارد و بیشتر شبیه بادام است که این لکه را لکهٔ سیاه دو هم می‌نامند. سیارهٔ نپتون دارای دو لکهٔ سیاه می‌باشد که یکی از آن‌ها همین لکهٔ سیاه کوچک نام دارد.